# Menzelstraße (Bad Kissingen)
Die Menzelstraße befindet sich in Bad Kissingen, der Großen Kreisstadt des unterfränkischen Landkreises Bad Kissingen und beherbergt mehrere Baudenkmäler des Ortes.

## Geschichte
Unter den zueinander parallelen Längsstraßen (Kurhausstraße, Prinzregentenstraße) des Kuurviertels auf der linken Seite der Fränkischen Saale ist die Menzelstraße die östlichste und späteste. Ursprüngliche Pläne, mit der Menzelstraße am Kurtheater vorbei und hinter der evangelischen Kirche die Salinenstraße zu verlängern (der ursprüngliche Name der Menzelstraße lautete „verlängerte Salinenstraße“), erfüllten sich nicht.
| Foto | Adresse           | Anmerkung                                                                |
| ---- | ----------------- | ------------------------------------------------------------------------ |
|      | Menzelstraße 6    | Wohnhaus, 1905/1906, Architekt: Carl Krampf                              |
|      | Menzelstraße 8–10 | Sanatorium Apolant, 1908                                                 |
|      | Menzelstraße 14   | Ursprünglich Kurklinik Dr. Bornhard im Jahr 1903, Architekt: Carl Krampf |
|      | Menzelstraße 17   | Villa Montana, ursprünglich Kurheim, 1896/97                             |
|      | Menzelstraße 21   | Dapper-Sanatorium                                                        |
|      | Menzelstraße 23   | Ursprünglich Kurheim, um 1900                                            |